# أنتون هالن
أنتون هالن (بالسويدية: Anton Halén) مواليد 28 نوفمبر 1990 في السويد، هو لاعب كرة يد سويدي يلعب كجناح أيمن. يلعب حاليا مع فغيش أوف غوبينغن. مثل منتخب السويد لكرة اليد.

## سجل المنافسة
شارك في البطولات التالية:
- بطولة العالم لكرة اليد للرجال 2015

## روابط خارجية
- أنتون هالن على موقع الاتحاد الأوروبي لكرة اليد (الإنجليزية)